# رووان نوراندا (كيبك)
رووان نوراندا (بالإنجليزية: Rouyn-Noranda)‏ هي مدينة كندية تقع في مقاطعة كيبك. تبلغ مساحة هذه المدينة 5991.0647 (كم²)، ويبلغ عدد سكانها 39924 نسمة حسب إحصاء سنة 2006 م، بينما كان يسكنها 39621 نسمة في سنة 2001 م. تحتل هذه المدينة المرتبة رقم 112 بين مدن كندا حسب عدد السكان والمرتبة رقم 25 في المقاطعة. النمو سكاني في هذه المدينة يقدر بـ(0.8).

## أعلام
- إيف بوشومين
- جاك كلوتير
- بروس جرينود
- إريك ديسغاردين
- آن دورفال

## وصلات خارجية
- الأطلس الحكومي لكندا
- إحصاءات كندا مع ساعة تعداد السكان